# Waterfall (Stargate)
Waterfall è un singolo del gruppo di produttori norvegese-statunitense Stargate,  pubblicato il 10 marzo 2017 dalla RCA Records.
Il singolo ha visto la partecipazione alla parte vocale della cantautrice statunitense Pink e della cantautrice australiana Sia.

## Video musicale
Il videoclip è stato pubblicato il 16 marzo 2017 sul canale Vevo-YouTube del gruppo di produttori.

## Tracce
Testi e musiche di Mikkel Storleer Eriksen, Tor Erik Hermansen, Thomas Wesley Pentz, Sia Furler e Philip Meckseper.
1. Waterfall (feat. Pink & Sia) – 3:20

## Classifiche
| Classifica (2017) | Posizione massima |
| ----------------- | ----------------- |
| Lussemburgo       | 8                 |